# Terremotos de Santorini de 2025
Los terremotos de Santorini de 2025 fue una serie de sismos que comenzaron en febrero de 2025 en la isla griega de Santorini y los alrededores de las Cícladas. Los acontecimientos provocaron medidas de emergencia en varias islas del Egeo y suscitaron preocupación por una posible actividad sísmica de mayor intensidad en la región.

## Zona tectónica
El grupo de las islas Cícladas se encuentra dentro sobre la zona tectónica extensional en la placa del mar Egeo, entre el Arco Volcánico del Egeo Sur y la continuación de la Falla de Anatolia del Norte. La extensión es el resultado del abultamiento del arco helénico debido a la subducción de la placa africana.

## Terremotos
Durante los días 1 y 2 de febrero de 2025, se detectaron más de 200 temblores submarinos. Los epicentros se localizaron agrupadamente entre las islas de Santorini, Anafi, Amorgos, Ios y el islote deshabitado de Anydros. Muchos de ellos registraron magnitudes superiores a 4,5 en la escala de Richter, el terremoto más fuerte detectado ocurrió el 4 febrero y midió Mw   5,3. Los expertos determinaron que los terremotos fueron de naturaleza tectónica y no volcánica, el patrón y la frecuencia de la actividad sísmica provocaron una gran preocupación entre los científicos y las autoridades. El sismólogo Manolis Skordylis indicó en la radio pública que se había activado una falla sísmica con capacidad de causar algún terremoto de magnitud superior a 6,0. Los científicos señalaron que el evento sísmico principal podría no haber ocurrido aún.

### Daños
Los terremotos provocaron deslizamientos de tierra y rocas en toda la isla, uno de los cuales destruyó un refugio.

## Actuaciones
Las autoridades griegas implementaron varias medidas de emergencia, éstas incluyeron el despliegue de equipos de emergencia y otro de rescate con 26 miembros y una unidad canina en la región. Se suspendió la actividad escolar en Santorini, Anafi, Amorgos e Ios. El acceso a zonas de acantilados quedó restringido debido al riesgo de deslizamientos de tierra, además del acceso a las costas y a ciertos puertos, incluido el antiguo puerto de Santorini, debido al riesgo de tsunami, ordenando así a los residentes que se trasladaran al interior de la isla. En Fira se establecieron varios puntos de concentración para la evacuación.
El ministro de Protección Civil de Grecia, Vasilis Kikilias, enfatizó el carácter preventivo de la respuesta. El primer ministro griego, Kyriakos Mitsotakis, que habló en Bruselas, pidió calma aunque reconociera la intensidad del enjambre sísmico. A los hoteles se les ordenó vaciar sus piscinas para minimizar los posibles daños a las estructuras causados por los terremotos. La compañía Aegean Airlines duplicó su frecuencia de vuelos entre Atenas y Santorini durante un período de dos días para realizar evacuaciones, mientras las compañías de ferry aumentaron la frecuencia de sus servicios en respuesta a la creciente demanda, lo que provocó la formación de largas colas en los puertos designados. De esta manera, alrededor de 6 000 residentes abandonaron la isla en ferry a partir del 2 de febrero, mientras que hasta 2 700 lo hicieron en avión entre el 3 y el 4 de febrero. El Departamento de Bomberos de la Región del Egeo Meridional fue puesto en alerta general.